# Schochen
Der Schochen ist ein 2100 m ü. NHN hoher Nebengipfel des Lachenkopfs in den Allgäuer Alpen. Er hat den Charakter eines Grasbergs.

## Lage und Umgebung
Er liegt östlich von Oberstdorf, zwischen dem Lachenkopf und dem Kleinen Seekopf.

## Besteigung
Dicht unterhalb des Gipfels des Schochens verläuft auf der West- und Südseite der Höhenweg vom
Edmund-Probst-Haus zum Prinz-Luitpold-Haus. Von diesem kann der Gipfel über
steile Gras- und Schrofenhänge wenig schwierig erreicht werden.